# Clemens Schickentanz
Clemens Schickentanz, né le 24 mai 1944, est un ancien pilote automobile allemand. Il a remporté une dizaine de victoires principalement au volant de Porsche 911.

## Palmarès
- Vainqueur des 24 Heures du Nürburgring en 1970
- Vainqueur des 300 kilomètres du Nürburgring GT en 1971
- Vainqueur de la catégorie GTS 3.0 des 24 Heures du Mans en 1973
- Vainqueur du Championnat d'Europe GT en 1973
- 6 Heures de Monza GT en 1973 (sur Porsche 911 Carrera RSR, avec Kremer et Keller pour Porsche Kremer Racing)[1]
- Vainqueur de la Porsche Cup en 1973
- Vainqueur du Grand Prix Tourisme du Nürburgring en 1980 (ETCC)

## Résultats aux 24 Heures du Mans
| Année | Voiture                 | Équipe                     | Équipiers                            | Résultat |
| ----- | ----------------------- | -------------------------- | ------------------------------------ | -------- |
| 1973  | Porsche 911 Carrera RSR | Porsche Kremer Racing Team | Paul Keller (pl) / Erwin Kremer (de) | 8e       |
| 1974  | Porsche 911 Carrera RSR | Polifac Gelo Racing Team   | Georg Loos                           | Abandon  |
| 1975  | Porsche 911 Carrera RSR | Joest Racing / Tebernum    | Hartwig Bertrams                     | Abandon  |
| 1976  | Porsche 911 Carrera RSR | Gelo Racing Team           | Howden Ganley                        | Abandon  |
| 1983  | Porsche 956             | Joest Racing               | Volkert Merl / Mauricio de Narváez   | 4e       |